# L'arbre vermell
L'arbre vermell és una pintura a l'oli del pintor neerlandès Piet Mondrian, realitzada l'any 1909.
És una pintura sobre llenç i el seva mida és 70 cm x 99 cm. Es troba al Museu Municipal de La Haia, als Països Baixos.

## Història
Aquesta pintura mostra el període il·luminista de l'artista on va pintar de forma realista però amb colors més brillants que reals, i simplificant els contorns. Aquesta és un encreuament del seu estil més rectangular i analític.
Mondrian va pintar aquesta pintura a la localitat costanera de Zeeland de Domburg, aleshores una colònia popular d'artistes durant els mesos d'estiu.
Durant la seva primera estada a Domburg, Mondrian va fer esbossos d'una pomera a jardí de la Villa Loverendale, la llar de Marie Tak van Poortvliet i la seva amiga, la pintora Jacoba Van Heemskeck. La pintura es va completar durant una visita posterior a Domburg.
Aquesta pintura mostra un arbre vermell foc i blau. Representa la ruptura de Mondrian amb el seu tradicional estil naturalista il·lustrant el seu canvi cap al cubisme abstracte.

## Anàlisi de l'obra
L'obra representa un paisatge d'un arbre sec amb poques fulles de color groc i taronja entre les seves branques. Li queden poques fulles, ja que la majoria li han caigut i es troben a terra, amb això podem dir que l'època de l'any en el qual es basa l'obra és la tardor, i el fons d'aquesta és blau. Per la tonalitat i fredor de la pintura podem dir que el moment del dia en el qual se situa és el capvespre.

## Biografia i evolució del pintor
Piet Mondrian va ser un pintor avantguardista que va evolucionar des del naturalisme al neoplasticisme, corrent que va impulsar amb l'artista Theo Van Doesburg i que va difondre des de la revista De Stijl (L'Estil), fins a arribar a l'abstracció en les seves característiques composicions geomètriques.
Va començar la seva carrera com a professor de primària, practicant la pintura durant les seves estones lliures. Les seves primeres obres són d'estil naturalista o impressionista, basades principalment en representacions de paisatges. L'any 1908 comença a allunyar-se del naturalisme al reduir els seus colors a blaus i vermells com es pot comprovar a l'obra L'arbre vermell.
L'any 1911 es trasllada a París, on resideix durant tres anys, i coneix de primera mà l'estil cubista que en aquells anys realitzaven Picasso i Braque. Continua amb les sèries d'arbres que a poc a poc s'allunyen del naturalisme per endinsar-se a l'abstracció.
L'arbre gris i Pomer en flor, del 1912, són un clar exemple d'aquella època d'influència cubista que li serveix per sintetitzar les formes. A la volta a Amsterdam coneix a Van Doesbutg amb qui funda la revista De Stijl l'any 1917. A través de la revista desenvolupen la seva teoria sobre noves formes artístiques, el neoplasticisme, o la cerca de l'essència a través d'un llenguatge plàstic i objectiu.
L'any 1918 realitza la Composició amb gris i llum torrada, un procés de simplificació de les composicions limitant-les a elements plans i reduint a colors primaris, rebutjant les qualitats expressives de la forma, la textura o el color.
L'any 1930 s'uneix al grup Cercle et carré, i l'any 1931 a Abstraction-Création. D'aquell mateix anys és l'obra Composició II en vermell, blau i groc.
Deu anys més tard, es trasllada a Nova York. En aquell temps el seu estil era més viu i lliure. Mor a la ciutat l'any 1944.
Fou un dels artistes més importants del segle XX a través de l'evolució que mostren aquestes
Aquestes 14 obres mostren l'evolució d'un dels artistes més importants del segle XX:
1. Salzeda: impressió llum i ombra, 1905.
2. Vespre, Arbre vermell, 1908-1910.
3. Vista des de les dunes amb platja i dics a Domburg, 1909.
4. Sol d'estiu: ruïnes del castell de Brederode, 1909-1911.
5. Arbre gris, 1911.
6. Natura morta amb gingebre II, 1912.
7. Oceà 5, 1915.
8. Composició en camps de color, 1917.
9. Tableau I, 1921.
10. Composició en vermell, groc, blau i negre, 1921.
11. Composició II en vermell, blau i groc, 1930.
12. Composició 10, 1939-1942.
13. Broadway Boogie Woogie, 1942.
14. New York City, 1942.